# Gartenzinken
Gartenzinken är ett berg i Österrike.   Det ligger i distriktet Gmunden och förbundslandet Oberösterreich, i den centrala delen av landet, 220 km väster om huvudstaden Wien. Toppen på Gartenzinken är 1 040 meter över havet.
Terrängen runt Gartenzinken är bergig åt nordväst, men åt sydost är den kuperad. Närmaste större samhälle är Bad Ischl, 5,7 km öster om Gartenzinken. 
I omgivningarna runt Gartenzinken växer i huvudsak blandskog. Runt Gartenzinken är det ganska tätbefolkat, med 70 invånare per kvadratkilometer.